# Fernando Redondo
Fernando Carlos Redondo Neri (* 6. června 1969 Buenos Aires, Argentina) je bývalý argentinský fotbalový záložník. Stal se trojnásobným vítězem Ligy mistrů (dvakrát s Realem Madrid a jedenkrát s AC Milán).
Za Argentinu odehrál jednou MS i Copu Amériku.

## Hráčské kariéra
První utkání za dospělé odehrál v pouhých 16 letech za Argentinos Juniors a s mateřským klubem zůstal pět let. Poté přestoupil do španělského klubu CD Tenerife.
Za Španělský klub debutoval pod trenérem krajana Solariho. Během čtyřletého působení bylo nejlepším umístěním 5. místo v lize v sezoně 1992/93, v nichž vstřelil čtyři branky, což bylo nejvíce za celou kariéru. Po sezoně 1993/94 odešel do Realu.
Během svého 6letého pobytu v Madridu si Fernando vysloužil přezdívku El Principe („Princ“). V první sezoně získal v lize titul a v sezoně 1996/97 si titul zopakoval. Poté přišly největší úspěchy v kariéře, když v sezoně 1997/98 vyhrál LM. V sezoně 1999/00 si vítězství zopakoval když ve finále porazil již s kapitánskou páskou jiný Španělský tým Valencii (3:0). Za své výkony byl následně zvolen fotbalistou roku v LM. To byl ale poslední utkání za bílý balet protože jej klub prodal do italského klubu AC Milán. V klubu Real Madrid byl nezapomenutelný, protože jej v dubnu 2013 byl deníkem Marca jmenován členem „Nejlepší zahraniční jedenáctky v historii Realu Madrid“, a o čtyři roky později byl svými čtenáři vybrán do klubové jedenáctky.
I když si přál zůstal v Realu, přistoupil na podmínky AC Milán. Fanoušci Realu dokonce protestovali před vlastním stadionem. První utkání za Rossoneri odehrál až 3. prosince 2002 v utkání v domácím poháru proti Anconě  Dlouhá pauza byla zaviněná vážným zraněním kolene, které si způsobil při jednom prvních tréninků v novém týmu.
Fernando i tak dokázal přispět k vítězství v LM 2002/03 a k titulu v sezoně 2003/04. Poslední utkání v kariéře odehrál 16. května 2004 proti Brescii (4:2), poté se rozhodl ukončit fotbalovou kariéru.

## Reprezentační kariéra
Fernando odehrál celkem za národní tým získal 29 utkání a vstřelil jednu branku. Branku vstřelil 8. srpna 1993 proti Paraguayi (3:1). První utkání odehrál 16. října 1992 proti Pobřeží slonoviny (4:0). 
Odmítl odcestovat na MS 1990. Hráč se omluvil, protože nechtěl přerušit studium práva. Později vysvětlil: "V roce 1990 jsem byl vybrán do argentinského týmu pro mistrovství světa, ale věděl jsem, že nebudu v základní sestavě, byl bych jen dalším členem týmu, takže jsem raději zůstal doma." 
Dva velké turnaje konané v letech 1993 a 1994 hrál v základní sestavě. Na CA 1993 získal zlato a na MS 1994 dokráčel do osmifinále. Po tomhle turnaji odmítl hrát pod trenérem Passarellou, který ve svém týmu zakázal dlouhé vlasy, náušnice a homosexuály, což vedlo ke sporům s několika hráči.
Daniel Passarella který vyloučil Fernanda z týmu pro MS 1998 uvedl: „Dvakrát byl požádán, aby hrál za národní tým, a dvakrát odmítl a pokaždé uvedl jiný důvod. Pak veřejně oznámil, že nechce hrát za národní tým a já nevybírám žádného hráče, který nechce hrát za Argentinu.“ Hráč později vysvětlil: „Byl jsem ve skvělé formě. Ale měl zvláštní představy o disciplíně a chtěl, abych si nechal ostříhat vlasy. Neviděl jsem, co to má společného s fotbalem, tak jsem zase řekl ne.“
V roce 1999 usedl na lavičku Marcelo Bielsa. Pod tímto trenérem se vrátil a stihl odehrát dva zápasy. Ten poslední odehrál proti Brazílii (2:4) 7. září 1999. Poté odmítl jakékoli další výzvy a raději se soustředil na klubovou kariéru. V roce 2015 byl zařazen do týmu historické jedenáctky reprezentace.

## Přestupy
- z CD Tenerife do Real Madrid za 3 500 000 Euro
- z Real Madrid do AC Milán za 17 500 000 Euro

## Hráčská statistika
| Sezóna  | Klub               | Liga             | Liga   | Liga | Ligové poháry | Ligové poháry | Ligové poháry | Kontinentální poháry | Kontinentální poháry | Kontinentální poháry | Celkem | Celkem |
| Sezóna  | Klub               | Soutěž           | Zápasy | Góly | Soutěž        | Zápasy        | Góly          | Soutěž               | Zápasy               | Góly                 | Zápasy | Góly   |
| ------- | ------------------ | ---------------- | ------ | ---- | ------------- | ------------- | ------------- | -------------------- | -------------------- | -------------------- | ------ | ------ |
| 1985/86 | Argentinos Juniors | Primera División | 1      | 0    | -             | 0             | 0             | -                    | 0                    | 0                    | 1      | 0      |
| 1986/87 | Argentinos Juniors | Primera División | 0      | 0    | -             | 0             | 0             | -                    | 0                    | 0                    | 0      | 0      |
| 1987/88 | Argentinos Juniors | Primera División | 14     | 0    | -             | 0             | 0             | SL                   | 2                    | 0                    | 16     | 0      |
| 1988/89 | Argentinos Juniors | Primera División | 36     | 0    | -             | 0             | 0             | -                    | 0                    | 0                    | 36     | 0      |
| 1989/90 | Argentinos Juniors | Primera División | 14     | 1    | -             | 0             | 0             | SL                   | ?                    | ?                    | 14     | 1      |
| 1990/91 | CD Tenerife        | Primera División | 23     | 1    | ŠP            | 0             | 0             | -                    | 0                    | 0                    | 23     | 1      |
| 1991/92 | CD Tenerife        | Primera División | 32     | 2    | ŠP            | 0             | 0             | -                    | 0                    | 0                    | 32     | 2      |
| 1992/93 | CD Tenerife        | Primera División | 20     | 4    | ŠP            | 0             | 0             | -                    | 0                    | 0                    | 20     | 4      |
| 1993/94 | CD Tenerife        | Primera División | 28     | 1    | ŠP            | 4             | 0             | UEFA                 | 4                    | 0                    | 36     | 1      |
| 1994/95 | Real Madrid        | Primera División | 23     | 1    | ŠP            | 0             | 0             | UEFA                 | 3                    | 1                    | 26     | 2      |
| 1995/96 | Real Madrid        | Primera División | 23     | 2    | ŠP+ŠS         | 2+1           | 0             | LM                   | 4                    | 0                    | 30     | 2      |
| 1996/97 | Real Madrid        | Primera División | 33     | 1    | ŠP            | 6             | 0             | -                    | 0                    | 0                    | 39     | 1      |
| 1997/98 | Real Madrid        | Primera División | 33     | 0    | ŠP+ŠS         | 2+0           | 0             | LM                   | 11                   | 0                    | 46     | 0      |
| 1998/99 | Real Madrid        | Primera División | 23     | 0    | ŠP            | 2             | 0             | LM+ES+IP             | 7+1+1                | 0                    | 36     | 0      |
| 1999/00 | Real Madrid        | Primera División | 30     | 0    | ŠP            | 5             | 0             | LM+MSK               | 15+3                 | 0                    | 53     | 0      |
| 2000/01 | AC Milán           | Serie A          | 0      | 0    | IP            | 0             | 0             | LM                   | 0*                   | 0*                   | 0      | 0      |
| 2001/02 | AC Milán           | Serie A          | 0      | 0    | IP            | 0             | 0             | UEFA                 | 0                    | 0                    | 0      | 0      |
| 2002/03 | AC Milán           | Serie A          | 8      | 0    | IP            | 6             | 0             | LM                   | 5*                   | 0*                   | 19     | 0      |
| 2003/04 | AC Milán           | Serie A          | 8      | 0    | IP+IS         | 5+0           | 0             | LM+ES+IP             | 1+0+0                | 0                    | 14     | 0      |
| Celkově | Celkově            | Celkově          | 349    | 13   | -             | 35            | 0             | -                    | 57                   | 1                    | 441    | 14     |

Poznámky
- i s předkolem.

## Úspěchy

### Klubové
- 2× vítěz španělské ligy (1994/95, 1996/97)
- 1× vítěz italské ligy (2003/04)
- 1× vítěz italského poháru (2002/03)
- 1× vítěz španělského superpoháru (1997)
- 3× vítěz Liga mistrů UEFA (1997/98,1999/00, 2002/03)
- 1× vítěz Superpoháru UEFA (2003)
- 1× vítěz interkontinentálního poháru (1998)

### Reprezentační
- 1× na MS (1994)
- 1× na Copa América (1993 - zlato)
- 1× na Konfederačním poháru FIFA (1992 - zlato)

### Individuální
- Klubový fotbalista roku podle UEFA (1999/00)[20]